# Krysa ostrovní
Krysa ostrovní (Rattus exulans), někdy též potkan maorský, je menší druh hlodavce zřejmě původem z Číny (Tchaj-wanu), ale kvůli kolonizaci žijící na většině tichomořských ostrovů, směrem na jih od jihovýchodní Asie až po Nový Zéland, kam se dostala jako „černý pasažér“ na kánoích převážejících prasata, psy aj. Toleruje různá klimatická pásma. Vyskytuje se na různých stanovištích, od travních porostů až po lesy a lidská sídla. Záleží jen na dostatečném zdroji potravy a množství úkrytů. Obvykle se vyskytuje v nadmořské výšce 0–1000 metrů. Druh je hojný, klasifikovaný jako málo dotčený a populace je stabilní.
Krysa ostrovní má štíhlé tělo, špičatý čenich, velké zakulacené uši a poměrně drobné tlapky. Měří 11–15 cm (bez ocasu) a váží 40–80 gramů. Ocas je přibližně stejně dlouhý jako tělo a 
jsou na něm patrné jemné šupinaté kroužky. Hřbet je červenohnědý, břicho bělavé. Samice má osm bradavek. Jedinci se mohou lišit podle toho, v jaké zeměpisné šířce žijí. Je prokázáno, že krysy žijící v chladnějším klimatu mají větší lebku než krysy žijící v teplejším klimatu.
Jako většina jiných hlodavců je aktivní hlavně v noci. Není dobrým plavcem, ale zato umí obratně lézt po stromech a může na nich i  hnízdit. Rozmnožuje se až čtyřikrát ročně, přičemž rozhodujícím faktorem jsou vnější podmínky. Samice je gravidní 19–24 dní a mívá 1–11 mláďat. Velikost vrhu se odvíjí od množství potravy a okolních podmínek obecně. Odstavena jsou ve věku 2–4 týdnů. Pohlavně vyzrálá bývají v 8–12 měsících. Živí se rostlinami, semeny a ovocem, hlavně pak cukrovou třtinou na které je často závislá (u některých populací tvoří až 70 % potravy), způsobuje tak velké škody v zemědělství a bývá hubena. Stejně tak v případě, kdy redukovala některé ohrožené druhy ptáků požíráním jejich vajec, třeba na Novém Zélandu velmi vzácného papouška kakapo. Aby získala další nutné bílkoviny, požírá též ještě žížaly, pavouky, cikády, ještěrky nebo larvy.